# Mój najlepszy wróg (serial telewizyjny)
Mój najlepszy wróg (ang. Running Wilde) – serial komediowy stworzony przez Mitchella Hurwitza dla Fox Broadcasting Company. W Polsce emitowany od 9 maja na kanale Tele 5 oraz Polonia 1 od 1 sierpnia 2011 roku. 

## Fabuła
Steve Wilde (Will Arnett) to egocentryczny miliarder, który nie potrafi odnaleźć się w życiu. Ma problemy z depresją a ponadto uwielbia pić. Organizuje bale aby jego firma przyznała mu tytuł filantropa roku, mimo iż wszystko co robi, musi przynieść zysk. Na jednym z bali pojawia się była dziewczyna Stevena Emmy (Keri Russell) wraz z córką Puddle (Stefania LaVie Owen). Dziewczyna, która wraz z matką ekolożką mieszka w dżungli wyjawia Stevenowi, że nie chce już tam mieszkać, a on doprowadza do tego, że Emmy postanawia zostać w mieście.

## Obsada
- Will Arnett jako Steve Wilde
- Keri Russell jako Emmy Kadubic
- Robert Michael Morris jako Mr. Lunt
- Mel Rodriguez jako Migo Salazar
- Stefania LaVie Owen jako Puddle Kadubic
- Peter Serafinowicz jako Fa'ad Shaoulin
- David Cross jako Dr. Andy Weeks
- Lovari jako The Butler

## Spis odcinków
| Premiera odcinka | N/o | Polski tytuł | Angielski tytuł   |
| ---------------- | --- | ------------ | ----------------- |
|                  |     |              |                   |
| SERIA PIERWSZA   |     |              |                   |
|                  |     |              |                   |
|                  | 01  |              | Pilot             |
|                  |     |              |                   |
|                  | 02  |              | Into the Wilde    |
|                  |     |              |                   |
|                  | 03  |              | Oil & Water       |
|                  |     |              |                   |
|                  | 04  |              | The Junior Affair |
|                  |     |              |                   |
|                  | 05  |              | The Party         |
|                  |     |              |                   |
|                  | 06  |              | Best Man          |
|                  |     |              |                   |
|                  | 07  |              | Mental Flaws      |
|                  |     |              |                   |
|                  | 08  |              | It's a Trade Off  |
|                  |     |              |                   |
|                  | 09  |              | One Forward Step  |
|                  |     |              |                   |
|                  | 10  |              | Jack's Back       |
|                  |     |              |                   |
|                  | 11  |              | Alienated         |
|                  |     |              |                   |
|                  | 12  |              | The Pre-Nup       |
|                  |     |              |                   |
|                  | 13  |              | Basket Cases      |
|                  |     |              |                   |